# Paul Åke Lund
Paul Åke Lund, född 17 april 1877 i Kristinestad, död 1 oktober 1949 i Lovisa, var en finländsk borgmästare.
Lund, som var son till häradshövding Karl Johan Lund och Mathilda Hanna Roschier, blev student vid Uleåborgs svenska lyceum 1897, avlade rättsexamen vid Helsingfors universitet 1901 och blev vicehäradshövding 1904. Han var stadsfiskal i Jyväskylä stad 1909–1925, verksam som advokat i samma stad 1908–1928 och borgmästare i Lovisa stad 1928–1947. Han ingick 1906 äktenskap med Mandi Koskinen.